# Palazzo in piazza Piedigrotta
Il palazzo di piazza Piedigrotta è un vasto edificio monumentale di Napoli situato nell'omonima zona nel quartiere Chiaia.
L'immobile, progettato da Giovanni De Fazio nel 1929 e costruito nel 1930, delimita la piazza compresa tra la dirimpettaia chiesa di Santa Maria di Piedigrotta e la stazione di Napoli Mergellina. 
Così come lo scalo ferroviario, il palazzo denota il ricorso ad un pomposo eclettismo d'inizio Novecento, che riprende gli elementi stilistici dell'antichità accostandoli indiscriminatamente l'uno all'altro. Infatti, la base della struttura è composta da grandi pseudocolonne ioniche di marmo rosso, disposte attorno all'ingresso principale, formando, dinanzi ad esso, una sorta di piccola corte d'onore. I piani superiori, caratterizzati da un'accesa policromia, dispongono di grandi aperture rettangolari che affacciano su balconi sorretti da mensole. Alla sommità si apre un loggiato articolato per mezzo di esili colonne fortemente distanziate, mentre, ai lati, due avancorpi, disposti come torrette, presentano finestre inquadrate da gruppi di cariatidi.
Viene popolarmente detto  palazzo dell'ex cinema Odeon perché fu sede dapprima di un teatro e quindi di un cinema, poi chiuso, dove si tenevano anche spettacoli di varietà. Successivamente, la sala teatrale, dove si esibì anche Totò, nel 1980 fu trasformata in una discoteca (prese il nome “Billy’s Ballo”), ma fu chiusa dopo meno di un anno a seguito delle vibranti proteste degli abitanti dello stabile e del quartiere. Successivamente, dopo una lunga chiusura, era divenuta una sala bingo, ed attualmente c'è un supermercato.